# Elastômero
Um elastômero é um polímero que apresenta propriedades "elásticas", obtidas depois da reticulação. Ele suporta grandes deformações antes da ruptura. O termo borracha é um sinônimo usual de elastômero. Os materiais elastoméricos tal como os pneumáticos são normalmente a base de borracha natural (sigla NR) e de borracha sintética. Por muito tempo a unica borracha conhecida era a natural. Em 1860, o químico inglês Charles Hanson Greville Williams demonstra que este material é um polisoprenóide. A primeira patente sobre a fabricação de um elastômero sintético foi depositada em 12 de setembro de 1909 pelo químico alemão Fritz Hofmann. Estritamente, os elastômeros não fazem parte dos materiais plásticos.

## Apresentação
A maioria dos elastômeros são polímeros orgânicos. São excelentes combustíveis. Os elastômeros a base de silicone se distinguem por sua natureza mineral.
Um elastômero é um material amorfo que possui uma temperatura de transição vítrea (Tg) baixa (normalmente inferior à −40 °C).
Para compreender as suas notáveis propriedades elásticas, é importante notar que os elastômeros são obtidos a partir de polímeros lineares que, à temperatura ambiente (bem acima de sua Tg), são líquidos (muito viscosos); as forças coesivas entre as cadeias poliméricas são muito baixas, de mesma ordem de grandeza das existentes nos líquidos moleculares voláteis e nos gáses.
Cadeias macromoleculares são normalmente enoveladas, este estado é o resultado da liberdade de rotação dos "elos" da cadeia entre si e dos movementos de “agitação térmica desordenada” ( movimento Browniano) que os afetam de forma permanente; uma cadeia pode ter diferentes “conformações" que sucedem de uma forma aleatória; o estado enrolado de uma corrente só pode ser descrito de uma forma estatística.
Para limitar o deslizamento entre as cadeias do polímero líquido, uma leve reticulação cria os "nós de ancoragem" conferindo ao material uma estrutura tridimensional. Da mesma forma que anteriormente, os "segmentos da cadeia" entre dois nós se encontram "dobrados". Se uma força de tração é exercida sobre a estrutura, os seguimento se estendem e a distância entre os dois nós cresce considerávelmente; o material é bastante "deformável".

## Aplicação de Elastómeros Termoplásticos
É necessário considerar que existem motivos para considerar a utilização de um TPEs por encima de outro tipo de plastico fator que é o relatado por Tormento. As vantagens dos TPEs em relação aos termofixos convencionais (vulcanizados) incluem processamento mais fácil e rápido; reciclabilidade dos resíduos; menor custo energético para processá-los; maior produtividade devido ao tempo de processamento menor; não necessita de vulcanização, entre outros.
Por outro lado também é importante ter em consideração as desvantagens dos elastômeros termoplásticos, caracteristicas que serão mencionadas a seguir por Drobny, existem certas desvantagens dos elastômeros termoplásticos em relação aos elastômeros convencionais. São elas: fundem ou amolecem a altas temperaturas, portanto seu uso fica limitado a temperaturas bem inferiores ao seu ponto de amolecimento ou fusão; TPEs de baixa dureza são limitados no mercado; a maioria dos TPEs necessita pré-secagem para serem processados; os elastômeros termoplásticos possuem menor recuperação elástica que os elastômeros convencionais. A seguir sera apresentado a aplicação deste tipo de material em uma área muito importante para sociedade, e mais ainda nos tempos de incerteza que encontramo-nos.
Por ter um comportamento semelhante à borracha, os TPEs vem sendo usados em diversas áreas, uma delas é na produção de máscaras para combate de agentes contamintantes, A desenvolvedora de nanotecnologia Nanox e a fabricante de brinquedos de plástico Elka criaram um protótipo de máscara de proteção antimicrobiana e reutilizável que recebeu o nome de “Oto”. A formulação de materiais usados na sua fabricação consiste na combinação de elastômeros termoplásticos (TPE) e partículas de sílica e prata que podem impedir a ação de bactérias, fungos e vírus que eventualmente estejam presentes no chão de fábrica e/ou em ambientes corporativos. Evidenciando a aplicação de tal material por duas empresas de setores diferentes.
Os fabricantes relatam que a adição deste produto na produção de mascaras é positiva em diversos âmbitos fator que sera evidenciado a seguir, a adição das partículas ao TPE é feita por meio de um masterbatch específico e isso não comprometerá as propriedades de resistência mecânica, térmica e química do produto final.
Embora seja reutilizavel os criadores do produto relatam que é neccesario ter em consideração algumas coisas, como as relatadas a seguir, “O fato de a máscara ter propriedades antimicrobianas por conta dos ativos incorporados no material não elimina a necessidade de higienizá-la. Os agentes antimicrobianos não migram, não saem do meio, portanto não se misturam com sujidades que eventualmente possam impregnar a máscara. Ou seja, caso haja contaminação por cima de alguma camada de impurezas, a ação antimicrobiana não fará o seu papel sem o devido contato”, explicou. A recomendação é que a limpeza seja feita com água e sabão neutro. FInalmente é importante considerar que os ideadores do produto tem um preço em torno de 25 reais para a venda ao consumidor final.